# Lithiumhydroxide
Lithiumhydroxide (LiOH) is het hydroxide van lithium. De stof komt voor als kleurloze en reukloze, hygroscopische kristallen, die redelijk goed oplosbaar zijn in water. Ze kan voorkomen als watervrije (LiOH) of als gehydrateerde kristallen (LiOH · H2O).

## Synthese
Lithiumhydroxide wordt bereid door lithium of lithiumoxide te laten reageren met water:
{\displaystyle {\ce {2Li + 2H2O -> 2LiOH + H2}}}
{\displaystyle {\ce {Li2O + H2O -> 2LiOH}}}
Een alternatieve en veel toegepaste methode is de reactie van lithiumcarbonaat met calciumhydroxide:
{\displaystyle {\ce {Li2CO3 + Ca(OH)2 -> 2LiOH + CaCO3}}}

## Toepassingen
Lithiumhydroxide wordt gebruikt in CO2-absorberende stoffen voor de zuivering van gassen en lucht. Met name als gewicht een kritische factor is (ruimtevaart), heeft lithiumhydroxide voordelen ten opzichte van het veel goedkopere natriumhydroxide.
Lithiumhydroxide kent toepassingen als katalysator in polymerisaties, als initiator bij de bereiding van andere lithiumverbindingen en als elektrolyt in batterijen. Lithiumhydroxide wordt ook aangewend bij een specifieke verzeping, namelijk die van lithiumstearaat.
Lithiumhydroxide wordt tevens gebruikt om het primaire koelwater van sommige kernreactoren te conditioneren. In PWRs bijvoorbeeld dient het ter neutralisatie van boorzuur. Men gebruikt hiervoor lithiumhydroxide omdat lithium een kleine werkzame doorsnede heeft. Bij een grotere werkzame doorsnede zou men namelijk meer last hebben van ioniserende straling in de installatie vanwege de activatieproducten.

## Toxicologie en veiligheid
De stof ontleedt bij verhitting (tot 924 °C), met vorming van giftige en corrosieve dampen. De oplossing in water is een sterke base, ze reageert dus hevig met zuren en is corrosief voor aluminium en zink. Lithiumhydroxide reageert met oxiderende stoffen.
De stof is corrosief voor de ogen, de huid en de luchtwegen. Inademing van de damp of inslikken van de kristallen kan longoedeem en irritatie aan de slokdarm en het maag-darmstelsel veroorzaken. Blootstelling aan hoge concentraties kan de dood veroorzaken.